# Lerum
För andra betydelser, se Lerum (olika betydelser).
Lerum är centralort i Lerums kommun i Västra Götalands län.
Lerum ligger vid E20 och Västra stambanan cirka två mil öster om Göteborg. Lerum är ett av två samhällen vid sjön Aspen; på den västra sidan ligger Jonsered i Partille kommun.

## Historia
Bebyggelsen där Säveån och Lerån möts utvecklades till en by varifrån bosättningar spred sig till andra delar av Lerumsdalen. Namnet "Lerum" kommer av ler som betyder "lera" och um med betydelsen "hem/gård/by".
Lerum är kyrkbyn i Lerums socken och den nuvarande Lerums kyrka byggdes på 1600-talet. Järnvägen drogs förbi 1855-1857. Lerums station existerade som hållplats från 1858. Stationsbyggnaden är från 1892.
1987 inträffade en omfattande järnvägsolycka på Lerums station. Två persontåg frontalkrockade i 100 km/tim. Nio människor dog och 130 skadades.

### Befolkningsutveckling
| Befolkningsutvecklingen i Lerum 1960–2020                                                          | Befolkningsutvecklingen i Lerum 1960–2020 | Befolkningsutvecklingen i Lerum 1960–2020 | Befolkningsutvecklingen i Lerum 1960–2020 | Befolkningsutvecklingen i Lerum 1960–2020 |
| -------------------------------------------------------------------------------------------------- | ----------------------------------------- | ----------------------------------------- | ----------------------------------------- | ----------------------------------------- |
| |                                           |                                           |                                           |                                           |
| År                                                                                                 |                                           |                                           | Folkmängd                                 | Areal (ha)                                |
| 1960                                                                                               | 1960                                      |                                           | 6 503                                     |                                           |
| 1965                                                                                               | 1965                                      |                                           | 9 228                                     |                                           |
| 1970                                                                                               | 1970                                      |                                           | 11 407                                    |                                           |
| 1975                                                                                               | 1975                                      |                                           | 13 013                                    |                                           |
| 1980                                                                                               | 1980                                      |                                           | 13 519                                    |                                           |
| 1990                                                                                               | 1990                                      |                                           | 14 816                                    | 1 351                                     |
| 1995                                                                                               | 1995                                      |                                           | 15 426                                    | 1 383                                     |
| 2000                                                                                               | 2000                                      |                                           | 15 543                                    | 1 387                                     |
| 2005                                                                                               | 2005                                      |                                           | 15 819                                    | 1 398                                     |
| 2010                                                                                               | 2010                                      |                                           | 16 855                                    | 1 427                                     |
| 2015                                                                                               | 2015                                      |                                           | 26 913                                    | 2 455                                     |
| 2020                                                                                               | 2020                                      |                                           | 28 520                                    | 2 515                                     |
| Anm.: Sammanvuxen med tätorterna Floda och Stamsjö samt småorterna Skallsjö och Vilhelmsberg 2015. |                                           |                                           |                                           |                                           |

## Samhället
I centrala Lerum ligger centrumgallerian Solkatten med utlämningsställe för post, restauranger, caféer, matbutik, klädbutiker, kommunhus och annan service. Intill centrumgallerian ligger Lerums station. I nära anslutning till centrumgallerian och Lerum station ligger äventyrsbadet Vattenpalatset, Lerums gymnasium, vårdcentral och polisstation.

### Bankväsende
Lerum hade ett bankkontor tillhörande Nordiska handelsbanken, senare Göteborgs handelsbank. Denna bank övertogs 1949 av Skandinaviska banken som behöll kontoret i Lerum. Senare hade även PKbanken representation i Lerum. Handelsbanken etablerade sig i Lerum år 1997. Bohusbanken/Danske Bank öppnade ett kortlivat kontor år 2006.
Under en period hade både Sparbanken i Alingsås och Länssparbanken Göteborg kontor i Lerum. År 1982 sålde Alingsås sparbank kontoret till Länssparbanken (som senare blev Swedbank). Under år 2007 köpte Sparbanken Alingsås tillbaka kontoret i Lerum.
SEB, Nordea, Handelsbanken och Sparbanken Alingsås har alla alltjämt kontor i Alingsås.

## Kända personer med anknytning till orten
- Anton Johansson, Komiker
- Linnea Nilsson, Fastighetsmäklare
- Anders Rittmo, sångare.
- Catrin Nilsmark, golfspelare.
- Charlotte Gyllenhammar, skulptör.
- Henrik Ripa, kommunalråd, fd riksdagsledamot (m).
- Ulla Skoog, skådespelare.
- John Klingberg, ishockeyspelare.
- Viktor Stålberg, ishockeyspelare.
- Loui Eriksson, ishockeyspelare.
- Hannes Råstam, musiker, journalist.
- Dawit Isaak, journalist (fängslad i Eritrea)
- Arne Holm, trestegshoppare
- Jörgen Mörnbäck, artist
- Angelika Prick, skådespelare.
- Alexander Hallberg, politiker.
- Lennart Palm, musiker.
- Joel Berghult, youtubare/artist
- Julia Franzén, influerare/svensk bachelorette 2021.
- Frasse Levinsson,  nöjesjournalist.

## Idrottslag från Lerum
- FBC Lerum
- Lerum BK
- Lerums IS